# Diócesis de Vác
La diócesis de Vác (en latín: Dioecesis Vacien(sis) y en húngaro: Váci egyházmegye) es una circunscripción eclesiástica latina de la Iglesia católica en Hungría, sufragánea de la arquidiócesis de Eger. La diócesis tiene al obispo Zsolt Marton como su ordinario desde el 12 de julio de 2019. 

## Territorio y organización

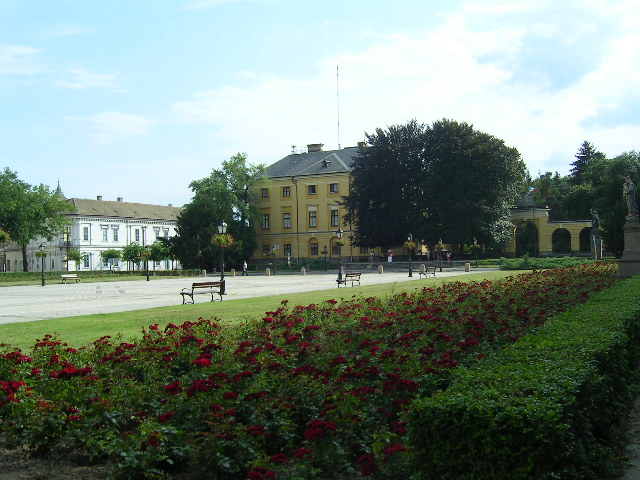
Palacio episcopal

La diócesis tiene 8800 km² y extiende su jurisdicción sobre los fieles católicos de rito latino residentes en los condados de Hajdú-Bihar y Szabolcs-Szatmár-Bereg.
La sede de la diócesis se encuentra en la ciudad de Vác, en donde se halla la Catedral de la Asunción. En la diócesis se encuentran 3 basílicas menores: el santuario Nuestra Señora de Hungría en Márianosztra y los santuarios marianos de Mátraverebély y de Máriabesnyő.
En 2020 en la diócesis existían 222 parroquias agrupadas en 3 arcedianatos (Nógrád, Szolnok y Vác), que comprenden 10 decanatos.

## Historia
La diócesis habría sido erigida por san Esteban de Hungría en 1004 y el primer obispo, seguidor de san Gerardo Sagredo, fue nombrado por el mismo san Esteban en 1008. La documentación más antigua que se conserva se remonta a 1075, mientras que del período anterior solo hay documentación indirecta. Sus obispos hasta 1848 tenían el título y función de obispo-conde. Originalmente era sufragánea de la arquidiócesis de Esztergom (hoy arquidiócesis de Esztergom-Budapest).
Hasta 1993 fue la diócesis húngara más grande, tanto por la extensión de su territorio como, sobre todo, por el número de habitantes, incluida toda la ciudad (desde la 1873 semiciudad) de Pest.
El 31 de mayo de 1993 se convirtió en sufragánea de la arquidiócesis de Eger y cedió partes de su territorio, incluida Pest, para las diócesis vecinas, perdiendo así la primacía de población entre las diócesis húngaras.

## Estadísticas
De acuerdo al Anuario Pontificio 2020 la diócesis tenía a fines de 2020 un total de 688 100 fieles bautizados.
| Año                                                                             | Población            | Población | Población      | Sacerdotes | Sacerdotes    | Sacerdotes    | Bautizados por sacerdote | Diáconos permanentes | Religiosos | Religiosos | Parroquias |
| Año                                                                             | Bautizados católicos | Total     | % de católicos | Total      | Clero secular | Clero regular | Bautizados por sacerdote | Diáconos permanentes | Varones    | Mujeres    | Parroquias |
| ------------------------------------------------------------------------------- | -------------------- | --------- | -------------- | ---------- | ------------- | ------------- | ------------------------ | -------------------- | ---------- | ---------- | ---------- |
| 1948                                                                            | 1 187 345            | 1 671 987 | 71.0           | 580        | 452           | 128           | 2047                     |                      | 220        | 777        | 246        |
| 1969                                                                            | 1 300 000            | 2 000     | 65.0           | 429        | 429           |               | 3030                     |                      |            |            | 276        |
| 1980                                                                            | 1 300 000            | 2 032 000 | 64.0           | 441        | 412           | 29            | 2947                     |                      | 29         |            | 276        |
| 1990                                                                            | 1 200 000            | 2 020 000 | 59.4           | 387        | 359           | 28            | 3100                     | 2                    | 28         |            | 252        |
| 1999                                                                            | 708 000              | 1 070 000 | 66.2           | 228        | 190           | 38            | 3105                     | 6                    | 55         | 230        | 225        |
| 2000                                                                            | 708 000              | 1 070 000 | 66.2           | 223        | 189           | 34            | 3174                     | 6                    | 47         | 227        | 225        |
| 2001                                                                            | 705 000              | 1 067 000 | 66.1           | 228        | 190           | 38            | 3092                     | 5                    | 48         | 195        | 225        |
| 2002                                                                            | 705 000              | 1 067 000 | 66.1           | 224        | 186           | 38            | 3147                     | 6                    | 45         | 188        | 225        |
| 2003                                                                            | 705 000              | 1 067 000 | 66.1           | 229        | 191           | 38            | 3078                     | 6                    | 45         | 183        | 225        |
| 2004                                                                            | 640 000              | 1 116 000 | 57.3           | 221        | 185           | 36            | 2895                     | 6                    | 43         | 168        | 225        |
| 2010                                                                            | 640 000              | 1 116 000 | 57.3           | 222        | 199           | 23            | 2882                     | 14                   | 35         | 57         | 221        |
| 2014                                                                            | 640 000              | 1 116 000 | 57.3           | 221        | 178           | 43            | 2895                     | 32                   | 53         | 41         | 220        |
| 2017                                                                            | 638 500              | 1 113 300 | 57.4           | 214        | 174           | 40            | 2983                     | 37                   | 48         | 41         | 222        |
| 2020                                                                            | 688 100              | 1 199 867 | 57.4           | 214        | 174           | 40            | 2983                     | 37                   | 48         | 41         | 222        |
| Fuente: Catholic-Hierarchy, que a su vez toma los datos del Anuario Pontificio. |                      |           |                |            |               |               |                          |                      |            |            |            |

## Episcopologio
- Benetha (o Beszteréd o Bőd) † (1008-?)
- Kelemen † (antes de 1052-después de 1055)
- Áron † (circa 1075)
- Marcello † (1103-1119 nombrado arzobispo de Esztergom)
- Marcellino † (1119-1139)
- Odo † (1140-1151)
- Hippolyt † (1156-1157)
- Dedács † (1158-1169)
- Jób † (1170-1183)
- Boleszló † (1188-1213 falleció)
- Jakab † (1213-1221)
- Bereck † (1221-1237)
- Mátyás † (1237-6 de marzo de 1240 nombrado arzobispo de Esztergom)
- István Báncsa † (1241-7 de julio de 1243 nombrado arzobispo de Esztergom)
- Jeromos † (1243-1259)
- Mátyás † (1259-1262)
- Fülöp † (1262-1278)
- Tamás † (1278-1289)
- László Aba † (1289-1293)
- Lukács Aba † (1294-1311 falleció)
  - Benedek † (1313-1317) (administrador apostólico)
- Lőrinc † (10 de abril de 1318-1329 falleció)
- Rudolf, O.P. † (19 de junio de 1329-1342 falleció)
- Mihály Széchényi † (8 de julio de 1342-18 de noviembre de 1362 nombrado obispo de Eger)
- János de Surdis † (1363-1375 nombrado obispo de Győr)
- Péter † (5 de mayo de 1376-1400)
- Miklós † (20 de abril de 1401-1405)
- Fülöp † (1407-1419 falleció)
- Miklós Ilsvai † (23 de octubre de 1419-1430 falleció)
- Mátyás Gathali † (8 de enero de 1438-9 de mayo de 1440 nombrado obispo de Veszprém)
- Péter Agmándi † (9 de mayo de 1440-28 de julio de 1449 nombrado obispo de Transilvania)
- Vince Szilassi † (17 de julio de 1450-1473 falleció)
- Miklós Báthori † (22 de abril de 1474-1507 falleció)
- János Gosztony † (15 de abril de 1508-10 de febrero de 1511 nombrado obispo de Győr)
  - Ferenc Várady † (30 de abril de 1511-13 de agosto de 1515 nombrado obispo de Transilvania) (obispo electo)
- László Szalkai † (13 de agosto de 1515-18 de junio de 1523 nombrado obispo de Eger)
- János Ország de Guth † (1520-1532 falleció)
- Stjepan Brodarić † (30 de marzo de 1539-7 de noviembre de 1539 falleció)
- Agostino Sbardelatti † (1548-1553 falleció)
- Balázs Péterváradi † (1553-1560 falleció)
- János Újlaky † (17 de julio de 1560-1578 falleció)
- Zakariás Mossóczy † (27 de octubre de 1578-7 de octubre de 1583 nombrado obispo de Nitra)
- Márton Pethe de Hetes † (26 de octubre de 1583-16 de enero de 1589 nombrado obispo de Oradea)
- István Mathisy † (23 de enero de 1589-1591 falleció)
  - Sede vacante (1591-1594)
- István Szuhay † (6 de junio de 1594-23 de octubre de 1600 nombrado obispo de Eger)
- Péter Radovich † (15 de diciembre de 1600-19 de noviembre de 1608 falleció)
- Pál Almásy † (27 de enero de 1610-13 de septiembre de 1621 falleció)
  - Tamás Balásfy † (11 de octubre de 1621-29 de septiembre de 1622 nombrado obispo de Pécs) (no confirmado)
  - Miklós Dallos † (1622-5 de mayo de 1623 nombrado obispo de Győr) (no confirmado)
- István Sennyey † (27 de enero de 1627[4] -11 de julio de 1628 nombrado obispo de Veszprém)
  - Pál Dávid † (18 de julio de 1628-6 de octubre de 1631[5] nombrado obispo de Veszprém) (no confirmado)
  - Juraj Drašković † (25 de octubre de 1630-22 de octubre de 1635 nombrado obispo de Győr) (no confirmado)
- Gergely Nagyfalvay † (13 de agosto de 1640-1642 o 1643 falleció)
  - János Püsky † (6 de julio de 1643-13 de septiembre de 1644 nombrado obispo de Nitra) (no confirmado)
  - István Bosnyák † (13 de septiembre de 1644-23 de septiembre de 1644 falleció) (no confirmado)
  - Mihály Kopcsányi † (1644-marzo de 1646 falleció) (no confirmado)
  - László Hosszútóthy † (3 de abril de 1646-1648 falleció) (no confirmado)
  - János Püsky † (20 de abril de 1648-1 de febrero de 1649 nombrado arzobispo de Kalocsa) (por segunda vez) (no confirmado)
- Mátyás Tarnóczy † (14 de junio de 1655[6] -30 de agosto de 1655 falleció)
  - Zsigmond Zongor † (27 de septiembre de 1655-5 de noviembre de 1657 falleció) (no confirmado)
  - Tamás Pálffy † (25 de abril de 1658-16 de agosto de 1660 nombrado obispo de Eger) (no confirmado)
  - Ferenc Szentgyörgyi † (16 de agosto de 1660-1662 falleció) (no confirmado)
- Ferenc Szegedy † (10 de diciembre de 1663[7] -21 de marzo de 1672[8] nombrado obispo de Eger)
- György Pongrácz † (2 de mayo de 1672[9] -5 de marzo de 1676 falleció)
- János Gubasóczy † (12 de julio de 1677-13 de mayo de 1680 nombrado obispo de Nitra)
- Péter Korompay † (28 de abril de 1681-20 de abril de 1682[10] nombrado obispo de Eger)
- János Kéry † (8 de junio de 1682-3 de marzo de 1685 falleció)
- Miklós Balogh † (18 de marzo de 1686-6 de octubre de 1689 falleció)
- Mihály Dwornikovich † (14 de octubre de 1695[11] -1705 falleció)
- Imre Esterházy, O.S.P.P.E. † (1 de agosto de 1707-9 de septiembre de 1709 nombrado obispo de Zagreb)
- Sigismund Kollonitsch † (14 de octubre de 1708-1 de julio de 1716 nombrado arzobispo de Viena)
- Wilhelm von Leslie † (5 de octubre de 1716-5 de enero de 1718 nombrado obispo de Liubliana)
- Michele Federico Althann † (27 de junio de 1718-20 de junio de 1734 falleció)
- Michele Carlo Althann † (2 de diciembre de 1735-17 de julio de 1756 falleció)
- Cristoforo Migazzi † (20 de septiembre de 1756-23 de mayo de 1757 nombrado arzobispo de Viena)
- Pál Forgách † (26 de septiembre de 1757-septiembre de 1759 falleció)
- Károly Eszterházy † (3 de marzo de 1760-19 de abril de 1762 nombrado obispo de Eger)
  - Cristoforo Migazzi † (19 de abril de 1762-1786 renunció) (administrador apostólico)
- Ferenc Splenyi † (10 de marzo de 1788-22 de diciembre de 1795 falleció)
  - Carlos Ambrosio Ferdinando de Habsburgo † (17 de noviembre de 1806-16 de marzo de 1808 nombrado arzobispo de Esztergom) (administrador apostólico)
- László Kámánházy † (11 de julio de 1808-4 de febrero de 1817 falleció)
- Ferenc Nádasdy † (17 de noviembre de 1823-24 de noviembre de 1845 nombrado arzobispo de Kalocsa)
- Ágoston Roskoványi † (5 de septiembre de 1854-15 de abril de 1859 nombrado obispo de Nitra)
- Antal József Peitler † (15 de abril de 1859-24 de julio de 1885 falleció)
- Konštantín Schuster † (17 de marzo de 1887-23 de julio de 1899 falleció)
- Károly Emmánuel Csáky † (19 de abril de 1900-16 de febrero de 1919 falleció)
- Árpád István Hanauer † (9 de septiembre de 1919-1942 falleció)
- József Pétery † (24 de septiembre de 1942-15 de noviembre de 1967 falleció)
- József Bánk † (10 de enero de 1969-2 de febrero de 1974 nombrado arzobispo de Eger)
- Mihály Endrey † (7 de enero de 1975-4 de julio de 1977 falleció)
- József Bánk † (2 de marzo de 1978-3 de marzo de 1987 retirado)
- Izidor István Marosi † (3 de marzo de 1987-11 de febrero de 1992 retirado)
- Ferenc Keszthelyi, O.Cist. † (11 de febrero de 1992-27 de marzo de 2003 retirado)
- Miklós Beer (27 de mayo de 2003-12 de julio de 2019 retirado)
- Zsolt Marton, desde el 12 de julio de 2019